# Adam Styka (1890–1959)
Adam Styka (ur. 7 kwietnia 1890, zm. 23 września 1959) – polski malarz, syn Jana Styki, współtwórcy (wraz z Wojciechem Kossakiem) Panoramy Racławickiej i brat Tadeusza.

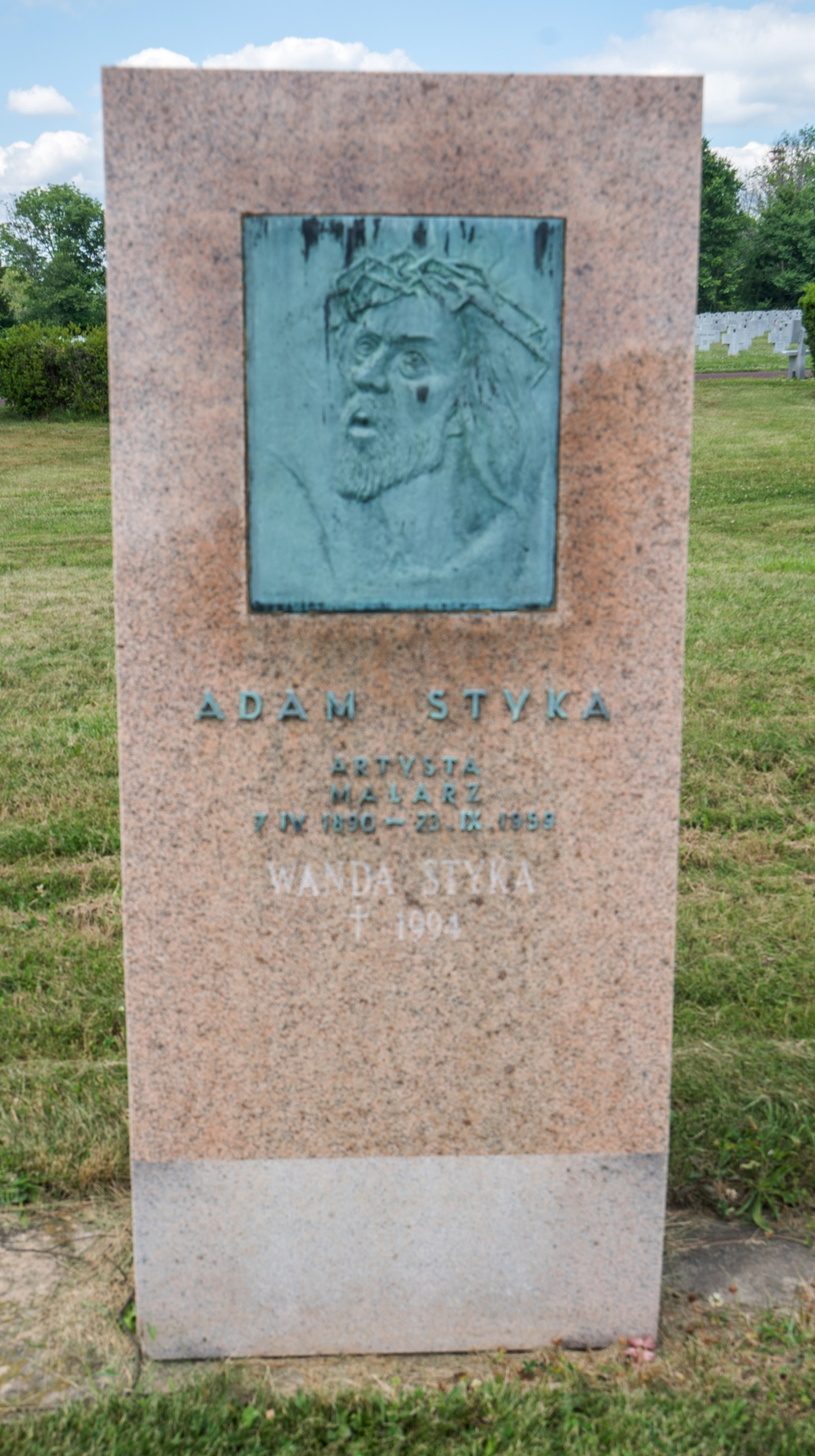
Nagrobek Adama Styki

## Życiorys
Malarz orientalista, w latach 1908–1912 studiował w Państwowej Wyższej Szkole Sztuk Pięknych w Paryżu. Ukończył szkołę wojskową w Fontainebleau i służył w armii francuskiej podczas I wojny światowej. Brał udział w bitwie pod Verdun. Był odznaczony Orderem Narodowym Zasługi (Ordre national du Mérite) i otrzymał obywatelstwo francuskie. Dzięki pomocy rządu francuskiego podróżował po Afryce Północnej, gdzie zainteresował się tematyką orientalną. Malował również sceny z amerykańskiego Dzikiego Zachodu, a pod koniec życia obrazy o tematyce religijnej.
Autor m.in. obrazów Impresja egipska z piramidami i Chrystus król (1944), który powstał na zamówienie księży pallotynów, którym artystę polecił projektant ówczesnego kościoła przy ul. Skaryszewskiej w Warszawie, inż. Stanisław Marzyński. Artysta wahał się jak najlepiej wykonać zlecenie, szukając inspiracji w lekturze Biblii, ale aresztowanie jego syna przez Niemców przerwało te wahania i obraz był gotowy w niedługim czasie potem. Obraz wisiał w ołtarzu głównym kościoła Chrystusa Króla Pokoju przy ul. Skaryszewskiej aż spłonął w pożarze kościoła 14 stycznia 2007. Wysiłkiem parafii i darczyńców powstała jego kopia dzieła malarza Krzysztofa Antoniego Kudelskiego, która zawisła na miejscu strawionego przez ogień pożaru obrazu Styki.
Został pochowany w Alei Zasłużonych cmentarza w „Nowej Częstochowie” Ojców Paulinów w Doylestown (Pensylwania).